# Tijl (tijdschrift)
Tijl is een voormalig Vlaams tijdschrift uitgegeven door K.S.A.-Jong Vlaanderen en Chirojeugd.

## Geschiedenis
Begin jaren 50 was er een nauwe samenwerking tussen KSA en Chiro, ze hadden ook gelijkaardige thema's zoals Christus Koning. Bij Chiro werden de leden voornamelijk uit de parochies gerekruteerd, terwijl de KSA-groepen voornamelijk verbonden waren met de scholen. Deze samenwerking leidde tot de uitgave van het gemeenschappelijk maandblad Tijl.
In oktober 1952 verscheen het eerste nummer. Het was een samensmelting van het jongensblad van Chiro Trouw en De Knape van KSA.
De vele reacties van de lezers, die meer een eigen bewegingsblad voor ogen hadden, deed de Nationale Leidingen van Chiro en KSA besluiten om terug te keren naar de oorspronkelijke bladen. In mei 1954 werd een einde gemaakt aan de samenwerking en verschenen opnieuw de bladen Trouw en De Knape.

## Thematiek
Tijl volgde de stijl en inhoud van zijn voorgangers. Het was Vlaams katholiek waarbij Christus Koning centraal stond. Het maandblad had aandacht voor techniek, natuur en geschiedenis. Het januarinummer van 1954 werd volledig besteed aan missiewerking. Ook een vervolgverhaal ontbrak niet, in de eerste nummers was dit "Spook op het college" van Cor Ria Leeman. De lokale groepen kwamen in de aandacht door de rubrieken "Groepsblaadjes" en "Gij schrijft, wij antwoorden".